# Национальный университет Цинхуа
Национальный университет Цинхуа (кит. трад. 國立清華大學, упр. 国立清华大学) — исследовательский университет в городе Синьчжу, Тайвань.
Изначально основанный в городе Пекин, был перенесен на Тайвань в 1949 году. Причиной переноса стало поражение Гоминьдана в Китайской Гражданской Войне, университет был вновь организован в городе Синьчжу в 1956 году. В 2002 году университет был выбран в лигу семи престижных исследовательских университетов Тайваня.
На данный момент[какой?] Циньхуа, Тайвань состоит из 10 факультетов, 26 кафедр и 28 аспирантских институтов.